# Pepita (artista)
Priscila Nogueira (Rio de Janeiro, 25 de janeiro de 1983), mais conhecida como Pepita ou Mulher Pepita, é uma cantora, compositora, atriz e dançarina brasileira. Possui notoriedade por ser uma das primeiras funkeiras trans do Brasil e seu trabalho é frequentemente associado ao ativismo LGBT.

## Carreira
Pepita iniciou sua carreira como dançarina de funk. Enquanto apresentava-se em boates cariocas, a cantora foi presenteada com a música "Tô à Procura de um Homem" por um amigo, e imediatamente lançou-se na carreira musical. Seu primeiro show foi na cidade de São Paulo.
Em 2014, um vídeo da artista dançando vazou na internet, sem o consentimento de Pepita. Com a viralização do vídeo, a artista alcançou rapidamente grande visibilidade e diversos novos fãs, tornando-se um meme de frequência na comunidade gay. O sucesso e a fama culminaram no lançamento do primeiro EP da artista, intitulado "Grandona pra Caralho" (um dos bordões da artista, que refere-se aos comentários preconceituosos feitos ao seu corpo).
Em 2017, a artista voltou aos holofotes com o lançamento da canção "Chifrudo", parceria com a drag queen Lia Clark. Em janeiro, a artista também lançou um novo single, "Uma Vez Piranha".
Em janeiro de 2019, estreou o videoclipe de "Retrogado", do duo brasileiro Phillipi & Rodrigo, no qual Pepita é protagonista. 
No dia 31 de Julho de 2022 alcançou a primeira posição no iTunes Brasil com a música ‘Abriu a Porta’, e desde então já acumula três TOP 1 na plataforma. Além de ‘Abriu a Porta’, ‘POC’ em parceria com Felipe Mar e Mousik, o remix de seu sucesso ‘Uma Vez Piranha’ em parceria com o seu marido Kayque Nogueira também alcançaram o topo da plataforma no Brasil.

## Filmografia

### Filmografia
| Ano  | Título                     | Personagem   | Nota                     |
| ---- | -------------------------- | ------------ | ------------------------ |
| 2022 | A Sogra que te Pariu       | Motorista    | Participação especial    |
| 2022 | A Ponte: The Bridge Brasil | Participante |                          |
| 2025 | Beleza Fatal               | Bel          | Episódios: "02, 05 e 40" |
| 2025 | O Sétimo Rebelde           | Ela mesma    |                          |

### Cinema
| Ano  | Título    | Personagem |
| ---- | --------- | ---------- |
| 2019 | Meu Preço | Veronica   |

## Discografia

### Extended plays
| Extended play        | Detalhes                                                                                            |
| -------------------- | --------------------------------------------------------------------------------------------------- |
| Grandona pra Caralho | - Lançamento: 27 de julho de 2015 - Formatos: Download digital, streaming - Gravadora: Independente |
| Mulher Evoluída      | - Lançamento: março de 2018 - Formatos: Download digital, streaming - Gravadora: Independente       |

### Singles

#### Como artista principal
| Ano  | Single                                                       | Álbum                |
| ---- | ------------------------------------------------------------ | -------------------- |
| 2015 | "Negão" (com participação de Tropa dos Gostosos)             | Grandona pra Caralho |
| 2015 | "Tô à Procura de Um Homem"                                   | Grandona pra Caralho |
| 2017 | "Uma Vez Piranha"                                            | Single sem álbum     |
| 2018 | "Olhar 43"                                                   | Mulher Evoluída      |
| 2018 | "Parceira"                                                   | Mulher Evoluída      |
| 2018 | "Chama a Beleza"                                             | Single sem álbum     |
| 2018 | ''Rebolo e Sento" (com participação de Bonde das Maravilhas) | Single sem álbum     |
| 2019 | "Esses Boys"                                                 | Single sem álbum     |
| 2019 | "Abriu a Porta"                                              | Single sem álbum     |
| 2021 | "Perdeu"                                                     | -                    |

#### Como artista convidada
| Ano  | Single                                                   | Álbum              |
| ---- | -------------------------------------------------------- | ------------------ |
| 2017 | "Chifrudo" (Lia Clark com participação de Mulher Pepita) | Clark Boom         |
| 2018 | "Kit Assume" (Mc Xuxú com paricipação de Mulher Pepita)  | Senzala            |
| 2019 | "Marmita" (Kaya Conky com participação de Mulher Pepita) | Sabe Que Vai Pt. 2 |

### Videoclipes
| Ano  | Obra                                                       |
| ---- | ---------------------------------------------------------- |
| 2017 | "Chifrudo" (Lia Clark com a participação de Mulher Pepita) |
| 2017 | "Uma Vez Piranha"                                          |
| 2018 | "Chama a Beleza"                                           |
| 2019 | "Marmita" (Kaya Conky com a participação de Pepita)        |
| 2021 | "Perdeu"                                                   |